# Oceani: i segreti degli abissi
Oceani: i segreti degli abissi (Drain the Oceans) è un programma televisivo australiano e britannico del 2018, condotto da Craig Sechler.
Andrew Ogilvie di Electric Pictures e Crispin Sadler di Mallinson Sadler Productions hanno prodotto la serie per National Geographic. La serie è stata preceduta da I Grandi Laghi, Il relitto del Titanic e Il mistero delle Bermuda.
La serie viene negli Stati Uniti su National Geographic Channel dal 28 maggio 2018.

## Trama
Craig Sechler esplora relitti di navi, tesori e città sommerse utilizzando il sistema di scansione subacquea, dati scientifici e ricreazioni digitali artistiche.

## Episodi

### Prima stagione
| nº | Titolo originale                 | Titolo italiano        | Prima TV USA   | Prima TV Italia |
| -- | -------------------------------- | ---------------------- | -------------- | --------------- |
| 1  | Nazi Secrets                     | Misteri nazisti        | 28 maggio 2018 |                 |
| 2  | Gulf of Mexico                   | Il Golfo del Messico   | 4 giugno 2018  |                 |
| 3  | Lost Worlds of The Mediterranean | Mondi perduti          | 11 giugno 2018 |                 |
| 4  | Sunken Treasures                 | Tesori sommersi        | 18 giugno 2018 |                 |
| 5  | Legends of Atlantis              | Atlantide              | 25 giugno 2018 |                 |
| 6  | Deadly Pacific                   | L'anello di fuoco      | 2 luglio 2018  | 24 agosto 2018  |
| 7  | Egypt's Lost Wonders             | Le meraviglie d'Egitto | 9 luglio 2018  |                 |
| 8  | Mysteries of the China Seas      | Misteri nel Mar Cinese | 16 luglio 2018 |                 |
| 9  | Ultimate Battleships             | Battaglia navale       | 23 luglio 2018 |                 |
| 10 | Malaysia Airlines 370            | Malaysia Airlines 370  | 30 luglio 2018 |                 |

### Seconda stagione
| nº | Titolo originale                | Titolo italiano                          | Prima TV USA      | Prima TV Italia   |
| -- | ------------------------------- | ---------------------------------------- | ----------------- | ----------------- |
| 1  | Secrets of D-Day                | Sbarco in Normandia                      | 3 giugno 2019     | 27 agosto 2019    |
| 2  | Secrets of New York City        | New York                                 | 10 giugno 2019    | 15 ottobre 2019   |
| 3  | Killer U-Boats                  | U-Boat: arma letale                      | 17 giugno 2019    | 10 settembre 2019 |
| 4  | Buried Secrets of the Gold Rush | La corsa all'oro                         | 1º luglio 2019    | 1º ottobre 2019   |
| 5  | Secrets of the Civil War        | La guerra civile americana               | 22 luglio 2019    |                   |
| 6  | Lost Nukes of The Cold War      | La guerra fredda                         | 29 luglio 2019    |                   |
| 7  | Secrets of The Spanish Armada   | L'armata spagnola                        | 5 agosto 2019     | 3 settembre 2019  |
| 8  | Pacific War Megawrecks          | La battaglia del Pacifico                | 12 agosto 2019    | 8 gennaio 2020    |
| 9  | Thai Cave Rescue                | Trappola mortale: i ragazzi nella grotta | 2 settembre 2019  |                   |
| 10 | London's Secret History         | La storia segreta di Londra              | 9 settembre 2019  | 29 gennaio 2020   |
| 11 | Secrets of Loch Ness            | Il mistero di Loch Ness                  | 16 settembre 2019 | 22 gennaio 2020   |
| 12 | Hitler's Killer Warships        | Le navi da guerra di Hitler              | 23 settembre 2019 | 15 gennaio 2020   |
| 13 | Lost Giants                     | Relitti perduti                          | 30 settembre 2019 | 5 febbraio 2020   |
| 14 | Pacific Shockwave               | L'attacco giapponese                     | 7 ottobre 2019    | 12 febbraio 2020  |
| 15 | Rise of The Roman Empire        | L'Impero Romano                          | 14 ottobre 2019   | 19 febbraio 2020  |

### Terza stagione
| nº | Titolo originale              | Titolo italiano          | Prima TV USA   | Prima TV Italia  |
| -- | ----------------------------- | ------------------------ | -------------- | ---------------- |
| 1  | The Atomic Ghost Fleet        | Esperimenti atomici      | 5 maggio 2020  |                  |
| 2  | The Viking Seas               | Nel mare dei Vichinghi   | 5 maggio 2020  | 22 ottobre 2020  |
| 3  | Egypt's Sunken City           | La città d'Egitto        | 12 maggio 2020 |                  |
| 4  | The Battle of Britain         | La guerra inglese        | 19 maggio 2020 | 15 ottobre 2020  |
| 5  | Pirate Ships of the Caribbean | I pirati dei Caraibi     | 26 maggio 2020 | 12 novembre 2020 |
| 6  | The American Revolution       | La Rivoluzione americana | 2 giugno 2020  | 29 ottobre 2020  |
| 7  | Raiders of the Civil War      | La Guerra civile         | 9 giugno 2020  | 5 novembre 2020  |
| 8  | The Last Wrecks of WWII       | I relitti della guerra   | 16 giugno 2020 | 26 novembre 2020 |
| 9  | Chicago                       | I segreti di Chicago     | 23 giugno 2020 | 19 novembre 2020 |